# Saltara
Saltara est une commune de la province de Pesaro et Urbino, dans la région des Marches.

## Géographie
Saltara se trouve sur une colline fertile et domine la basse vallée du Metauro.

## Administration
| Période                                  | Période  | Identité       | Étiquette | Qualité |
| ---------------------------------------- | -------- | -------------- | --------- | ------- |
| 14 juin 2004                             | En cours | Tullio Renzoni | L'Olivier |         |
| Les données manquantes sont à compléter. |          |                |           |         |

### Hameaux
Calcinelli, Borgaccio.

### Communes limitrophes
Cartoceto, Montemaggiore al Metauro, Serrungarina.

### Évolution démographique
Habitants recensés

## Jumelages
- Bietigheim (Allemagne), dans le Land de Bade-Wurtemberg ;
- Caumont-sur-Durance (France).